# جوزي ستيفنز
جوزي ستيفنز (بالإنجليزية: Josie Stevens)‏ هي عارضة أمريكية، ولدت في 24 سبتمبر 1981.